# Catedral de Santa Alfonsa (Preston)
La catedral de Santa Alfonsa antes conocida simplemente Iglesia de San Ignacio (en inglés: Syro-Malabar Cathedral of St. Alphonsa; St Ignatius Church) Es una catedral católica siro-malabar en Preston, Lancashire, sede de la Eparquía siro-malabar de Gran Bretaña (antes bajo diócesis latina de Lancaster). Está situada cerca del centro de la ciudad de Preston y la entrada está a lo largo de la calle Meadow. El edificio fue abierto en 1836 y fue la primera iglesia en Preston coronada con una aguja.
Desde enero de 2015, la iglesia ha sido utilizada como catedral de la Eparquía siro-malabar de Gran Bretaña. El 28 de julio de 2016, el papa Francisco elevó el estatus de la iglesia al de catedral y nombró a Joseph (Benny Mathew) Srampickal como el primer obispo. 
Antes de la Ley de Emancipación Católica de 1829, las primeras iglesias católicas legales fueron construidas en un estilo simple similar al que se usaba para las capillas no conformistas y a menudo incorporaban la casa del sacerdote. La iglesia fue originalmente un templo jesuita.

## Véase también

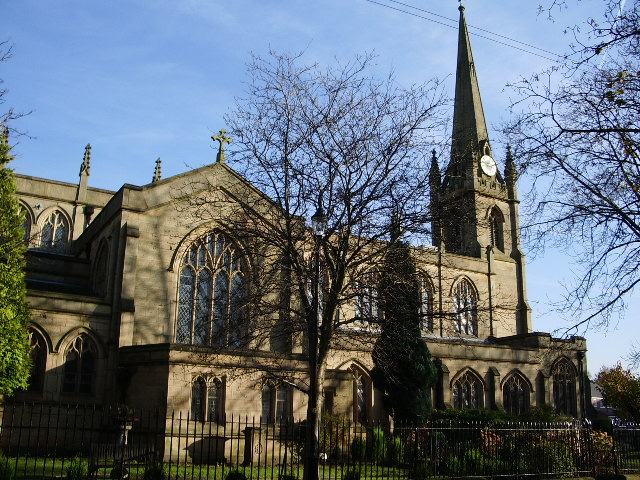
Otra vista del templo